# 2006年カナダ総選挙
2006年カナダ総選挙（2006ねんカナダそうせんきょ）は、北米に位置するカナダにおけるカナダ議会の下院に相当する庶民院を構成する議員を全面改選するために行われた選挙で、2006年1月28日に投票が行われた。

## 概要
2004年6月の総選挙で発足したポール・マーティン政権に対する不信任案が2005年11月28日に可決、翌11月29日に当時のカナダ首相であったマーティンが下院を解散したことを受けて実施された。投票日はクリスマスと新年を挟んだ翌年の2006年1月23日となったが、冬の寒さが厳しいカナダでは総選挙投票日は春から秋にかけて設定されるのが一般的で、1月に総選挙が行われたのは1897年選挙以来、109年ぶりとなった。

## 基礎データ
- 選挙事由：議会解散
- 選挙形態：議会議員選挙
- 定数：308議席
- 選挙制度：完全小選挙区制
- 選挙権：18歳以上のカナダ市民
- 被選挙権：18歳以上のカナダ市民
- 登録有権者数：23,054,615名（前回22,466,621名）

## 選挙結果
カナダ同盟と進歩保守党が合同して2003年12月に結成された保守系のカナダ保守党が前回より25増となる124議席、マーティン首相与党でリベラル系の自由党は103議席で前回より32減、社会民主主義系の新民主党は10増となる29議席、ケベック州の分離・独立を主張するブロック・ケベコワは3減となる51議席をそれぞれ獲得した（他に無所属が1）。この結果、保守党は自由党に代わって第一党の座を確保、1993年以来13年間続いてきた自由党政権が終わり、保守党首であるスティーブン・ハーパーを首相とする保守党政権が誕生することになった。
- 投票者数：14,908,703名（前回13,683,570）
- 投票率：64.7%（前回60.9）

| 党派                              | 議席 | %    | 得票       | %    |
| --------------------------------- | ---- | ---- | ---------- | ---- |
| カナダ保守党 Conservative         | 124  | 40.3 | 5,374,071  | 36.3 |
| 自由党 Liberal Party of Canada    | 103  | 33.4 | 4,479,415  | 30.2 |
| ブロック・ケベコワ Bloc Québécois | 51   | 16.6 | 1,553,201  | 10.5 |
| 新民主党 NDP-New Democratic Party | 29   | 9.4  | 2,589,597  | 17.5 |
| 無所属 Independent                | 1    | 0.3  | 76,696     | 0.5  |
| そのほかの党派                    | 0    | 0.0  | 744,179    | 5.0  |
|                                   | 308  | 100  | 14,817,159 | 100  |

出典：Thirty-ninth General Election 2006: Official Voting Results（2013年12月7日）
保守党が勝利した要因として、「スポンサーシップ・プログラム」（ケベック州におけるコミュニティーの行事などに対する政府補助金）を巡る使途不明金の一部が補助金を受け取った広告代理店から自由党に還流されたとするスキャンダル（スポンサーシップ・スキャンダル）による自由党の支持率低下。ハーパーのイメージ戦略転換、同性婚など社会道徳に関する法案採決については議員の自由投票とするなど従来の保守党における保守的イメージの緩和が功を奏した。ことなどが指摘されている。